# Georg Bleibtreu

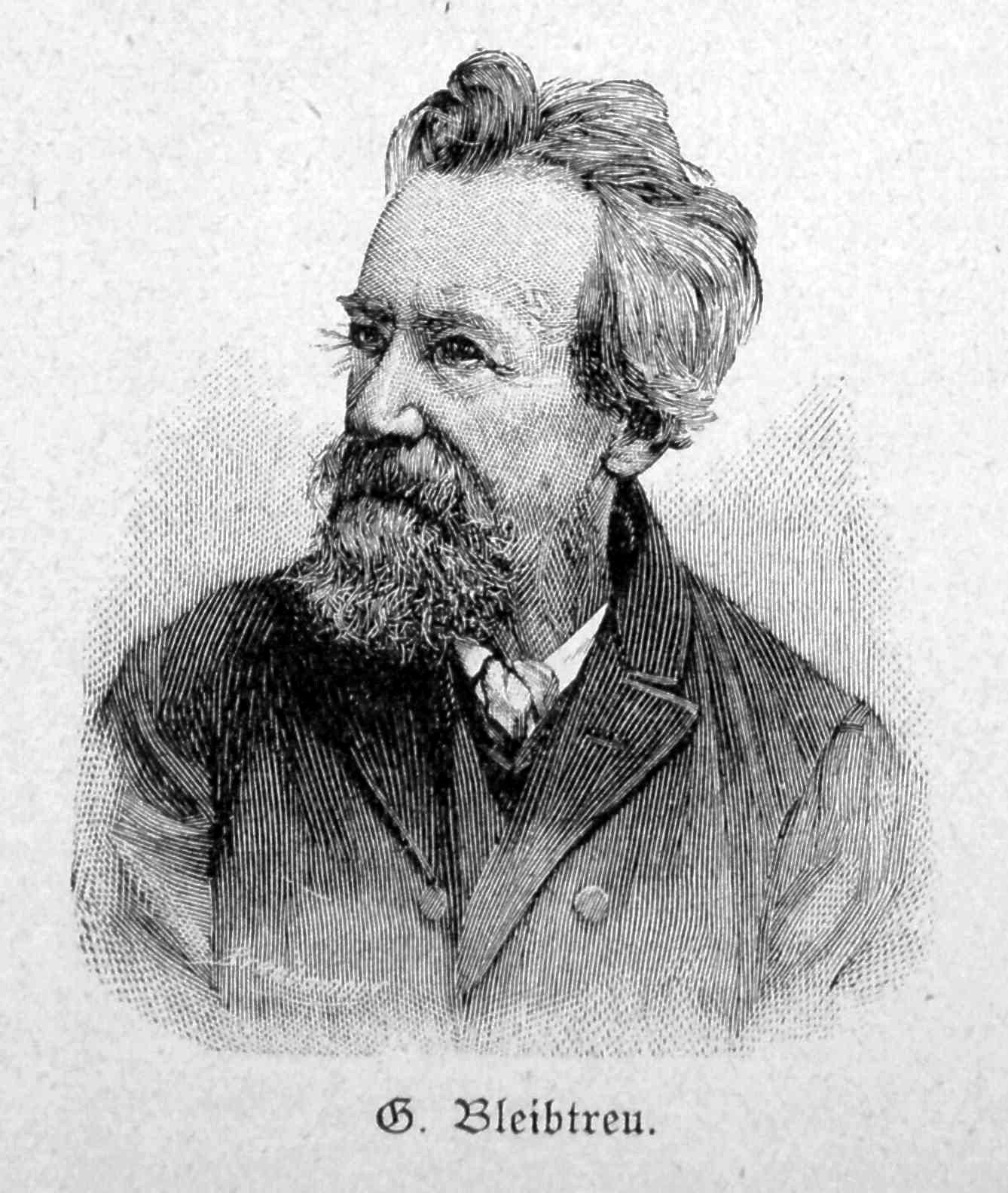
Georg Bleibtreu

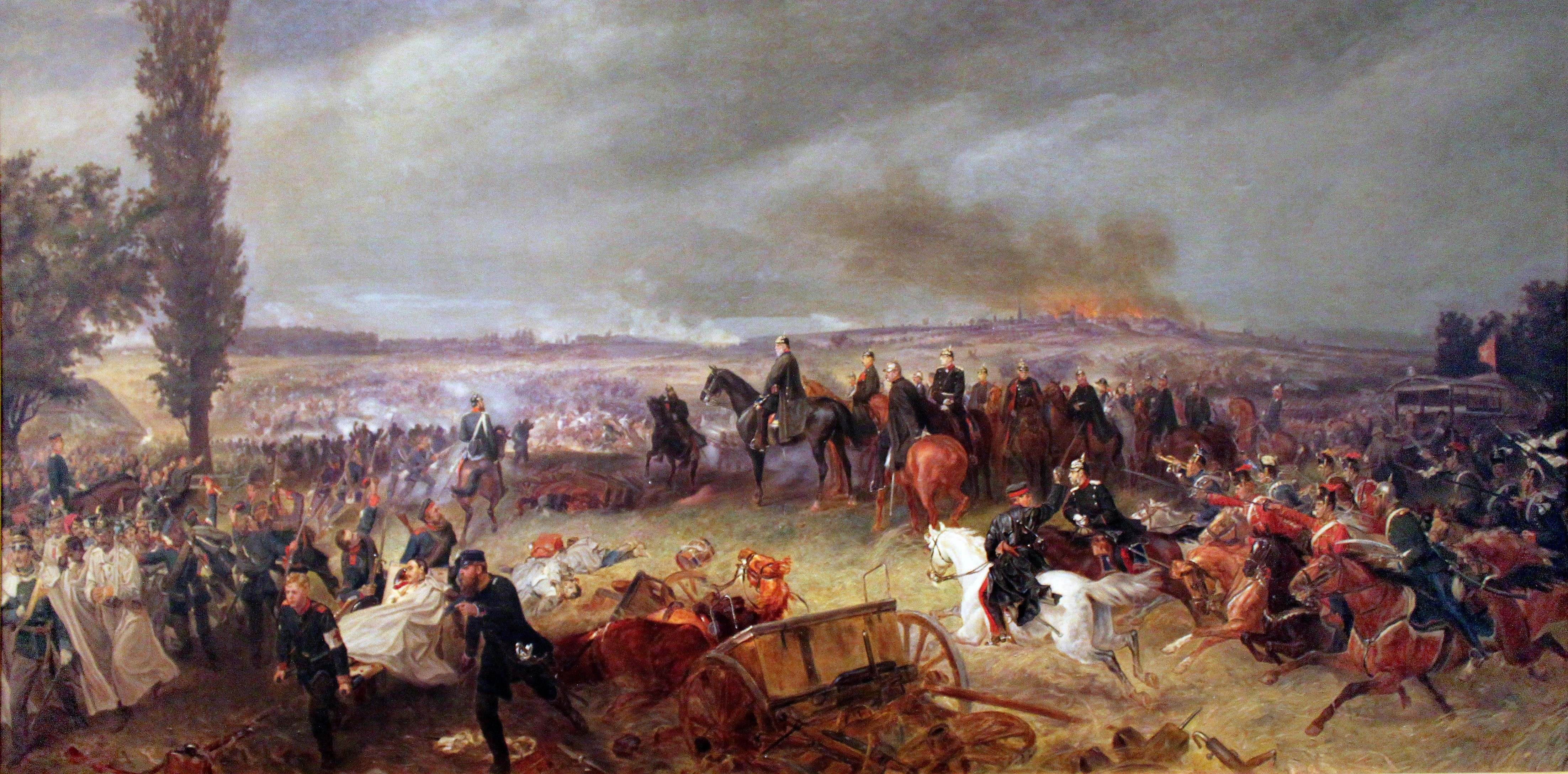
Schlacht von Königgrätz

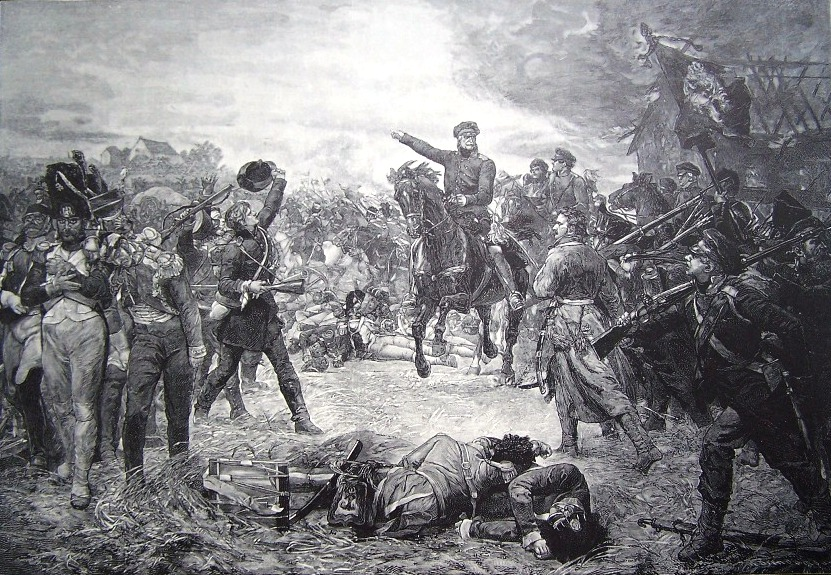
Blücher bei Waterloo

Georg Bleibtreu (* 27. März 1828 in Xanten; † 16. Oktober 1892 in Charlottenburg) war ein deutscher Maler, der hauptsächlich für seine Darstellungen von Schlachten bekannt ist. Diese Sparte der Historienmalerei erreichte im 19. Jahrhundert ihren Höhepunkt, weitere wichtige Vertreter neben Bleibtreu waren Emil Hünten, Adolf Menzel und Wilhelm Camphausen.

## Leben und Werk
1842 schrieb sich Bleibtreu, der seit Jugendjahren geschichtsbegeisterte Sohn eines niederrheinischen Wundarztes, an der Königlich Preußischen Kunstakademie in Düsseldorf ein, wo er bis Mitte der 1850er Jahre die Klassen von Theodor Hildebrandt und Wilhelm von Schadow besuchte. 1858 siedelte er nach Berlin über. Seine ersten Arbeiten waren Szenen aus dem Schleswig-Holsteinischen Krieg. Danach schuf er Gemälde wie die Schlacht bei Großbeeren und die Schlacht bei Waterloo. Zum Deutsch-Dänischen Krieg von 1864 gestaltete er unter anderem das Gemälde Übergang nach Als. Auch die Schlacht bei Königgrätz aus dem preußisch-österreichischen Krieg von 1866 wurde von ihm dargestellt. Im Deutsch-Französischen Krieg von 1870/71 arbeitete er als Kriegsberichterstatter und nahm als Augenzeuge an mehreren Gefechten, insbesondere während der Belagerung von Paris teil. Der siegreiche Kriegsverlauf inspirierte Bleibtreu zu heroischen Werken wie General Hartmann mit den Bayern vor Paris und Kapitulation bei Sedan. Dem Einsatz des als Kriegsheld verehrten Generals Alexander von Pape in der Schlacht bei Gravelotte setzte Georg Bleibtreu in dem Wandgemälde Sturm auf St. Privat, 1870 ein Denkmal, das in der Dauerausstellung in der Berliner Ruhmeshalle zu sehen war.
Er war Vater des Schriftstellers Karl Bleibtreu. Sein Sohn benutzte die väterlichen Aufzeichnungen eingehend für seine seit den 1890er Jahren erschienenen militärhistorischen Zeitschriftenartikel über den Deutsch-Französischen Krieg und die Buchserie Illustrierte Schlachtenschilderungen, die von Christian Speyer illustriert wurde.
Die Bleibtreustraße in Berlin-Charlottenburg ist nach Georg Bleibtreu benannt, der weitläufig mit dem Schauspieler Moritz Bleibtreu verwandt ist.